# Julia Robinson
Julia Hall Bowman Robinson (ur. 8 grudnia 1919 w Saint Louis, zm. 30 lipca 1985 w Oakland) – amerykańska matematyczka, znana ze swoich badań nad teorią równań diofantycznych w kontekście dziesiątego problemu Hilberta.

## Życiorys

### Dzieciństwo
Gdy Julia miała 2 lata, zmarła jej matka. Wychowywali ją dziadkowie w maleńkiej mieścinie liczącej zaledwie 4 domy na pustyni w Arizonie. Jako dziecko Julia wolno uczyła się mówić, z kolei bardzo wcześnie zafascynowała się liczbami naturalnymi – to właśnie ich dotyczą pierwsze wspomnienia Julii z dzieciństwa. Gdy ojciec Julii poślubił inną kobietę, ponownie zamieszkał z dziećmi i wielokrotnie zmieniali miejsce zamieszkania. Gdy miała 9 lat, zachorowała na szkarlatynę oraz gorączkę reumatyczną, i przez rok musiała leżeć w łóżku. Pierwsza zaatakowała szkarlatyna, w wyniku czego jej rodzina została poddana kwarantannie na miesiąc, a natychmiast po wyleczeniu szkarlatyny pojawiła się gorączka reumatyczna. Dziewczynka w ten sposób przez ponad dwa lata nie pobierała żadnej nauki w szkole. Jej serce zostało poważnie uszkodzone. Lekarze uważali, że Julia umrze nim skończy 40 lat. Po przebyciu chorób, zaczęła edukację szkolną od samego początku. Już od wieku dziecięcego wykazywała zdolności matematyczne, a wolny czas spędzała grając w skomplikowane gry liczbowe przy użyciu kamieni. Rodzina zatrudniła korepetytora, który przychodził do Julii trzy razy w tygodniu. W ciągu jednego roku przerobiła z korepetytorem cały materiał szkolny do ósmej klasy włącznie. Szczególnie zafascynował ją dowód niewymierności liczby {\displaystyle {\sqrt {2}}} przedstawiony przez korepetytora. W 1933 zaczęła uczęszczać do San Diego High School, gdzie była jedyną dziewczyną w klasie o profilu matematycznym.

### Studia
Od 1936 studiowała na San Diego University, początkowo planując zostać nauczycielem matematyki, gdyż nie wiedziała, że oprócz nauczycieli matematyki istnieją również matematycy, a od 1939 studiowała na Uniwersytecie Kalifornijskim w Berkeley. We wrześniu 1937 roku jej ojciec popełnił samobójstwo z powodu Wielkiego Kryzysu. W 1940 roku zaczęła pobierać lekcje teorii liczb u Raphaela Robinsona, profesora tegoż uniwersytetu, specjalizującego się w teorii liczb, a 22 grudnia 1941 wzięła z nim ślub. Zaszła w ciążę, lecz poroniła, a ze względu na słaby stan jej serca, lekarze zabronili jej ponownie zachodzić w ciążę. Co więcej, tuż po poronieniu ciężko zachorowała na wirusowe zapalenie płuc, które m.in. pogorszyło stan uszkodzonego już w dzieciństwie serca. Niemożność posiadania dzieci ze względu na stan zdrowia wywołała u Robinson długotrwałą, ciężką depresję. Mimo ciężkiej depresji, zachęcana przez męża, nadal rozwijała się matematycznie. W 1940 roku uzyskała tytuł licencjata, a w 1941 – magistra.

### Praca zawodowa
Początkowo utrzymywała się jako asystent profesora Jerzego Neymana. W 1946 roku poznała wybitnego polskiego matematyka, Alfreda Tarskiego, o którym później napisała: Tarski was a very inspiring teacher. He had a way of setting results into a framework so that they all fit nicely together, and he was always full of problems – he just bubbled over with problems. W roku 1948 obroniła swoją rozprawę doktorską Definability and Decision Problems in Arithmetic, której promotorem był Alfred Tarski. Julia uważała Alfreda Tarskiego oraz Raphaela Robinsona za dwie najważniejsze osoby, które wpłynęły na jej postrzeganie matematyki. Obojga uważała za wybitnych nauczycieli zarówno w klasie, jak i podczas rozmów w cztery oczy. Szybko udało jej się rozwiązać pewien otwarty matematyczny problem postawiony przez Alfreda Tarskiego i Andrzeja Mostowskiego. Podczas jednej z konferencji naukowych w 1971 roku, wygłosiła referat Rozwiązywanie równań diofantycznych, podczas którego postawiła hipotezę o negatywnym rozstrzygnięciu dziesiątego problemu Hilberta. Julia Robinson została profesorem Uniwersytetu Kalifornijskiego w Berkeley w roku 1975/76. Z powodu postępującej choroby, pracowała jedynie na ćwierć etatu. Umożliwiło to jej także poświęcanie dużo mniej czasu na uczenie studentów i znacznie więcej czasu na prowadzenie własnych badań naukowych. Robinson pracowała nad hipotezą o nieistnieniu ogólnej metody stwierdzenia, czy dane równanie diofantyczne ma jakieś rozwiązania w zbiorze liczb całkowitych – badania te rozpoczęła już podczas doktoratu i kontynuowała je aż do lat siedemdziesiątych. Jej obsesją był dziesiąty problem Hilberta, twierdziła wręcz, że nie chce umrzeć, nim ten problem nie zostanie rozwiązany. Jej prace pomogły Jurijowi Matijasiewiczowi udowodnić, że taki algorytm nie istnieje, co negatywnie rozwiązało dziesiąty problem Hilberta i zapewniło Julii sławę w środowisku matematycznym na całym świecie. Okazało się, że w swojej publikacji z 1952 Robinson była niezwykle blisko rozwiązania dziesiątego problemu Hilberta. W latach 70. Julia i Jurij odwiedzali się oraz współpracowali naukowo ze sobą.

### Śmierć
W 1984 roku zdiagnozowano u niej białaczkę. Mimo podjętego leczenia, zmarła rok później.

## Nagrody
Julia Robinson została nagrodzona wieloma prestiżowymi wyróżnieniami, m.in. słynnym grantem MacArthurów (1983), była pierwszą kobietą matematykiem, która została członkiem National Academy of Sciences (1976) oraz pierwszą kobietą, która została prezydentem Amerykańskiego Towarzystwa Matematycznego (1982).
Julia Robinson uważała, że nie chce być zapamiętana jako „pierwsza kobieta, która...”, lecz by zapamiętane były jej osiągnięcia matematyczne.